# Kuntur Wasi
Kuntur Wasi egy régészeti lelőhely Peru Cajamarca megyéjében.

## Története
Az egykori település, amelynek neve a kecsua nyelvből származik, és „a kondor háza” jelentéssel bír, a mai Cajamarca megye San Pablo tartományában található az Andok hegyei között, egy La Copa nevű hegyen. Bár már Chavín de Huántart megelőzően is létezett, később erős chavíni és cupisniquei befolyás érvényesült itt, amely főleg a kerámiákon vehető észre.
Kutatása az 1940-es évek végén kezdődött meg, de a feltárások évtizedekig nem voltak túl nagy jelentőségűek. 1988-ban Onuki Josio vezetésével japán régészek érkeztek a területre, és innentől kezdve kerültek felszínre a legfontosabb leletek. A tudósok négy korszakot különítenek el Kuntur Wasi történetében: az Idolo, a Kuntur Wasi, a Copa és a Sotera korszakokat. Az Idolo korban már létesült itt egy templom és több más építmény is, ám a Kuntur Wasi időszakban ezeket befedve újabb templomot építettek rájuk, amit a Copa korszakban átalakítottak.

## Építményei
A feltárt épületegyüttes temetkezéshez használt létesítményekből, lépcsőzetes alapzatokból (köztük a templom nagy méretű épületéből), négyszögű szobákból, egy térből és egy süllyesztett, négyszögű térből áll, amelyhez négy, utolsó lépcséfokán monolitokkal díszített lépcsősor vezet. A központi tér négy sarkában négy kőszobrot találtak, a térrel szomszédos részeken pedig néhány sírt, amelyek aranytárgyakat tartalmaztak, amelyek közül kettő a Kuntur Wasi korszakhoz, legalább kettő másik pedig a Copa korszakhoz köthető.
A Kuntur Wasi időszakban épült templom központi része 145 méter hosszú és 120 méter széles, északkeleti részén található a 11 méter széles főlépcső. A templomtól délnyugatra egy körülbelül 2 méter mélyre süllyesztett, 15 méter átmérőjű, kör alakú tér volt található, amelyet később befedtek, és ahol a régészek kerámiatöredékeket, állatcsontokat, falfestményeket, valamint kőből, csontból és szaruból készült edényeket tártak fel.

## Képek

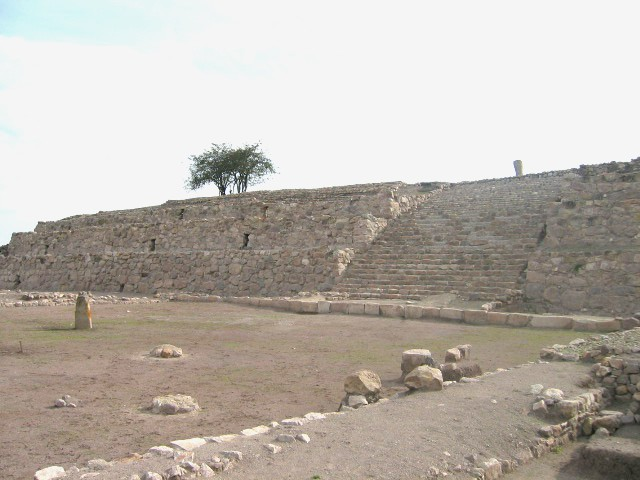
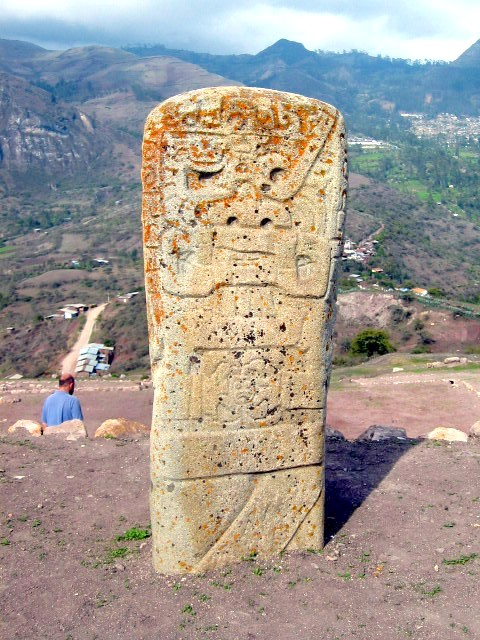
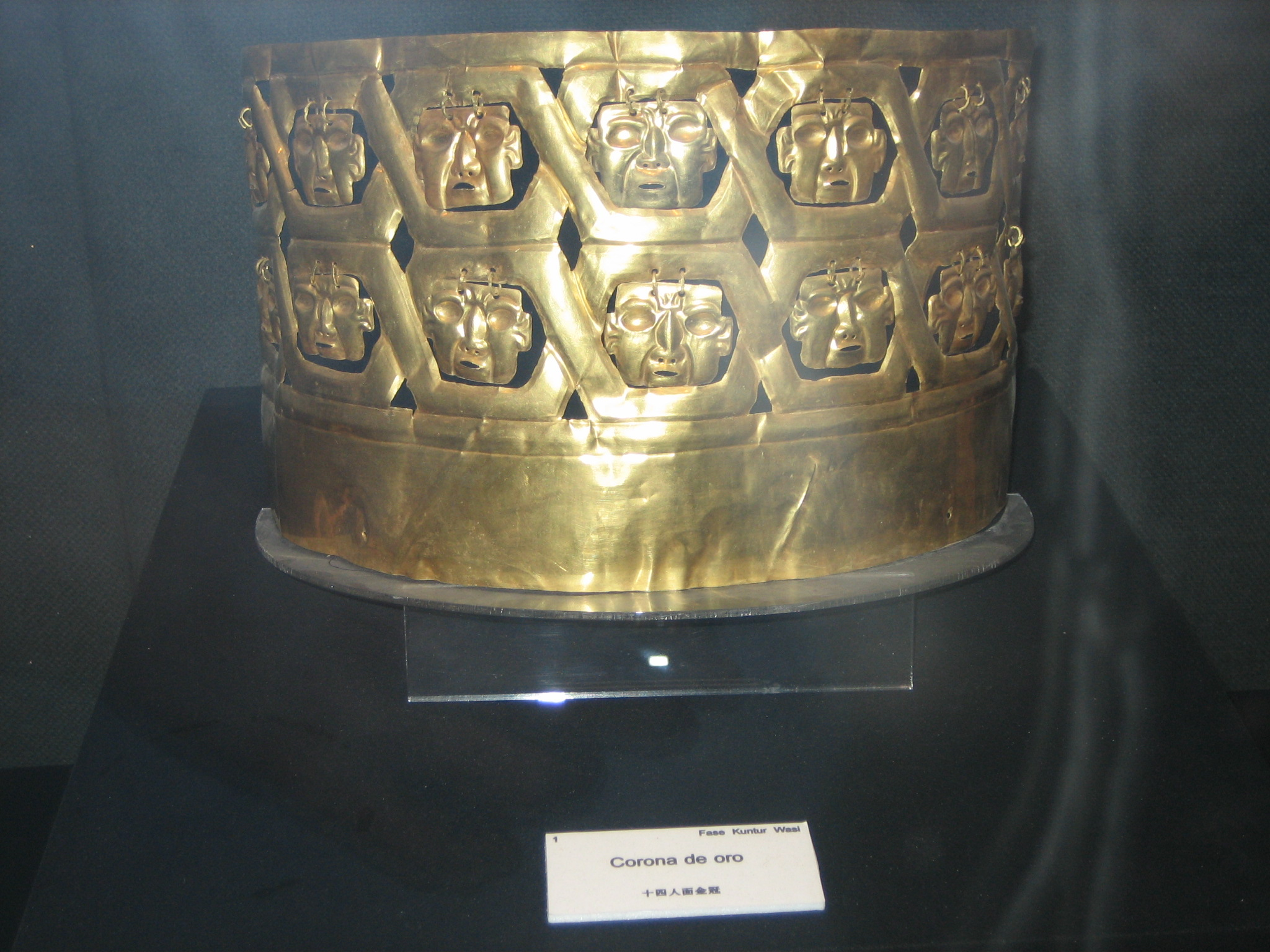
Aranykorona a Kuntur Wasi-időszakból
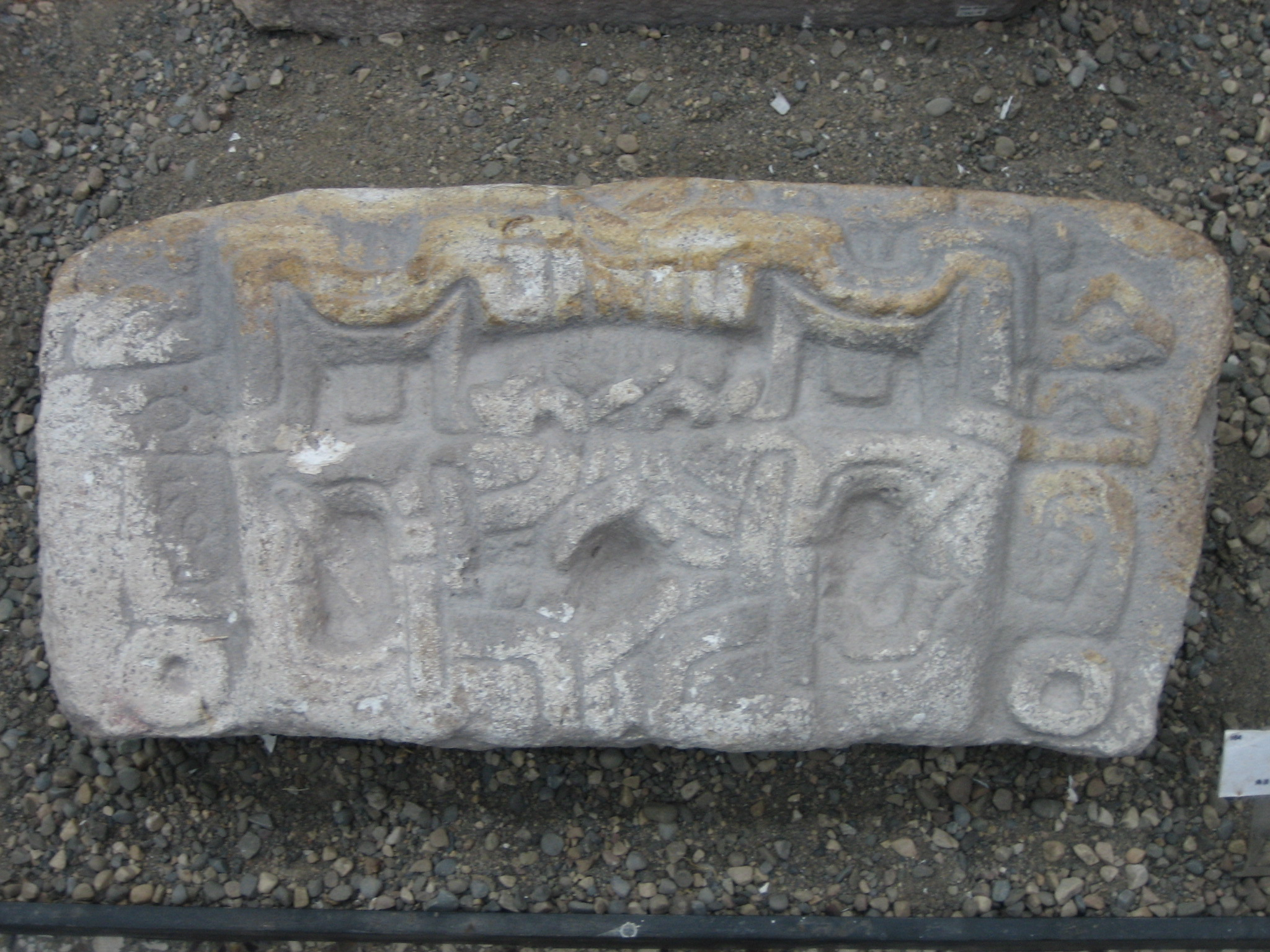